# NHL 17

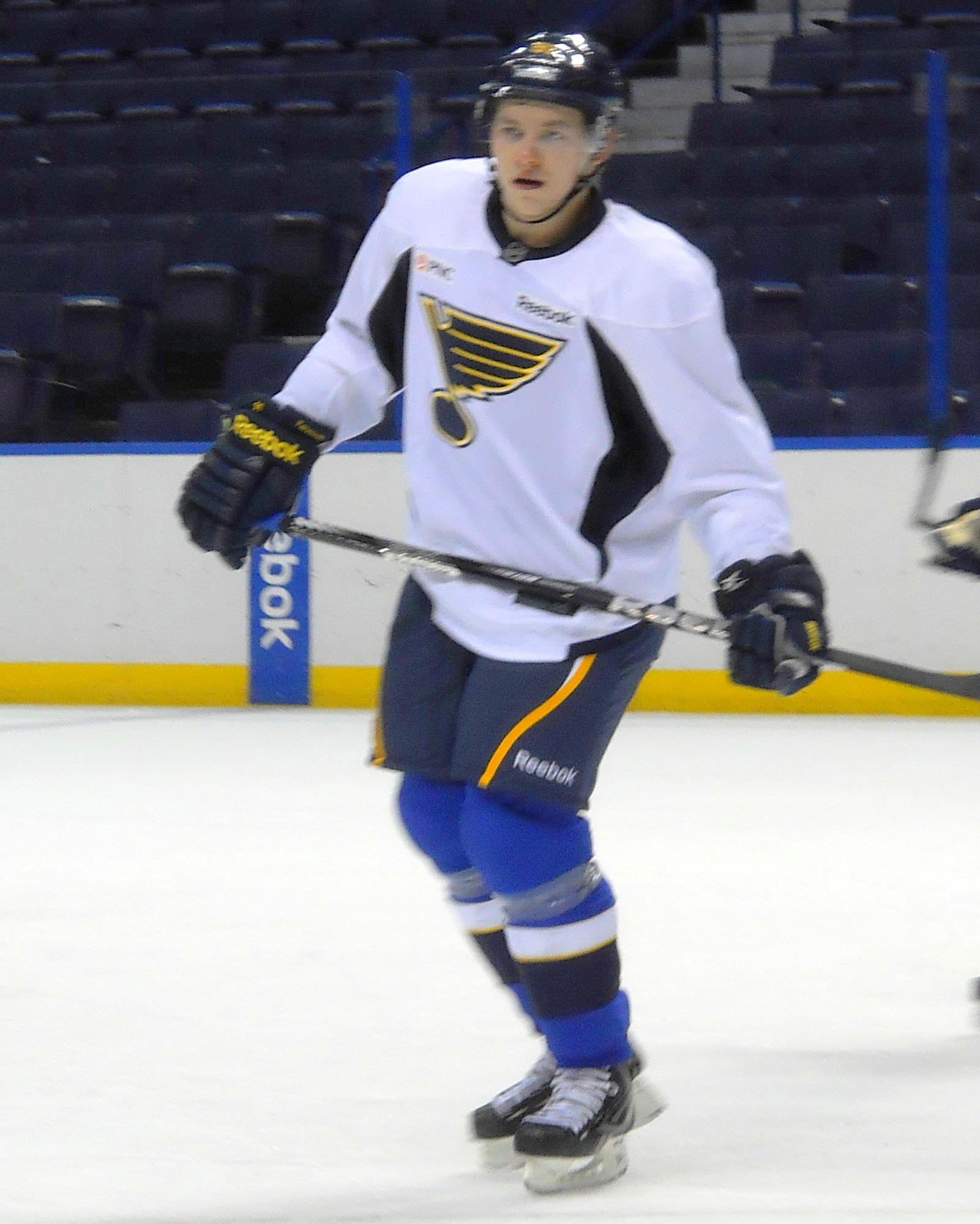
Vladimir Tarasenko är med på spelets omslag

NHL 17 är ett ishockeyspel utvecklat av EA Canada och publicerat av EA Sports. Den släpptes till Playstation 4 och Xbox One.

## Spelarläge
Spelet innehåller olika spelarläge, återkommande är Hockey Ultimate Team, även kallad HUT där spelaren styr ett lag med hjälp av kortpaket som förbättrar laget och Be a Pro som är ett karriärsläge där man tar rollen som en ishockeyspelare i National Hockey League.  EA Sports Hockey League, även kallad  EASHL är ett onlinebaserad spelarläge där spelaren skapar ett eget lag med anpassad logga, namn och arena.
Nya spelarläge introduceras i spelet. "Be a GM", som låter spelaren ta rollen som General Manager utökas i "Franchise Mode". Ägare till lag introduceras i spelarläget, ger spelaren val att uppgradera arena och flytta laget till en annan stad. Spelaren kan även bygga egen arena med det flyttade laget. Om man flyttar ett lag är det fritt att bygga om laget från grunden, likt EASHL. För andra gången finns turneringen World Cup i ishockey och för första gången finns lag från ECHL med.

## Omslag
Spelets omslag har Vladimir Tarasenko från St. Louis Blues. Den släpptes i tre upplagor, dessa inkluderar Standard Edition, Deluxe Edition och Super Deluxe Edition.